# Tứ Bình
Tứ Bình (tiếng Hoa: 四平市 bính âm: Sìpíng shì, âm Hán-Việt: Tứ Bình thị) là một địa cấp thị tại tỉnh Cát Lâm, Trung Quốc. Tứ Bình có diện tích 14.080 km², dân số 3,3 triệu người.

## Các đơn vị hành chính
Tứ Bình có các đơn vị hành chính trực thuộc sau:
- Quận: Thiết Tây (铁西区), Thiết Đông (铁东区)
- Thành phố cấp huyện: Song Liêu (双辽市)
- Huyện: Lê Thụ (梨树县)
- Huyện tự trị: Huyện tự trị dân tộc Mãn Y Thông (伊通满族自治县)